# Festival de la Cançó d'Eurovisió 2004
El XLIX Festival de la Cançó d'Eurovisió fou retransmès el 12 de maig de 2004 en Abdi İpekçi Arena, Istanbul, Turquia. Els presentadors van ser Meltem Cumbul i Korhan Abay, i la victòria va ser per al representant d'Ucraïna, Ruslana Lyzhichko amb la cançó "Wild Dances".
Un total de 36 països van competir en aquell festival, cosa que suposava el rècord de participants en aquell moment. Va ser el primer festival que va comptar amb una semifinal i, per tant, es va organitzar en dos dies: una ronda eliminatòria (dimecres) i la gran final (dissabte). Sota aquest nou format, les passades directes a la final es van donar al Regne Unit, França, Alemanya i Espanya (com a majors contribuents financers de la Unió Europea de Radiodifusió), Turquia (com a guanyadora del Festival de 2003) i els nou països restants amb major puntuació el 2003.
El Festival va tenir com a guanyadora a la participant ucraïnesa, Ruslana Lyzhichko, amb la cançó "Wild Dances", que va aconseguir 280 punts. Cal destacar que aquesta va ser només la segona participació d'Ucraïna a la història del Festival. El segon lloc va ser per al debutant Sèrbia i Montenegro amb Željko Joksimović i el tercer lloc va ser per a Sakis Rouvas representant de Grècia, igualant la seva millor posició (fins aquest moment) aconseguida en 2001.
L'organització del festival va suposar per a Turquia davant del procés d'integració amb Europa una oportunitat per mostrar una imatge de modernitat i capacitat organitzativa a través de les dues gales emeses a tot Europa i altres països del món. La victòria del 2003 i l'organització de l'edició del 2004 va tenir, segons algunes anàlisis, una resposta a l'economia, sobretot al turisme, cosa que es va potenciar a l'organització del festival, on es van emetre imatges promocionals de Turquia.
També va ser el primer festival a utilitzar el logotip genèric consistent en la paraula Eurovisió amb la lletra V convertida en un cor, a l'interior del qual figura la bandera del país organitzador. A més, es va instaurar la regla de desempat que se segueix usant fins avui: En cas que 2 cançons empatin en primer lloc, s'explica el nombre de països que el van votar; qui hagi rebut punts de més quantitat de països, seria declarat vencedor. Si continua l'empat, se segueix amb la regla anterior, comptant la quantitat de màximes puntuacions. Aquest sistema també és usat en cas d'empat a les semifinals.
Hi va haver grans problemes amb el so, sobretot a la semifinal, ja que se sentia l'àudio molt alt o molt baix, problema que van millorar una mica a la final.

## Festival

Països participants que es van classificar per a la final.
Països participants que no es van classificar per a la final.
Països que hi van participar al passat però no el 2004.

### Semifinal (12 de maig de 2004)
| Nº | País                 | Intèrpret               | Cançó                         | Posició | Pts. |
| -- | -------------------- | ----------------------- | ----------------------------- | ------- | ---- |
| 01 | Belarús              | Aleksandra & Konstantin | My Galileo                    | 19      | 10   |
| 02 | Israel               | David D'or              | Lehaa'min                     | 12      | 57   |
| 03 | Xipre                | Lisa Andreas            | Stronger Every Minute         | 5       | 149  |
| 04 | Lituània             | Linas & Simona          | What's Happened to Your Love? | 16      | 26   |
| 05 | ARI de Macedònia     | Toše Proeski            | Life                          | 10      | 71   |
| 06 | Grècia               | Sakis Ruvàs             | Shake it                      | 3       | 238  |
| 07 | Dinamarca            | Tomas Thordarson        | Shame On You                  | 13      | 56   |
| 08 | Portugal             | Sofia Vitória           | Foi Magia                     | 15      | 38   |
| 09 | Eslovènia            | Platin                  | Stay Forever                  | 21      | 5    |
| 10 | Ucraïna              | Ruslana                 | Wild Dances                   | 2       | 256  |
| 11 | Andorra              | Marta Roure             | Jugarem a estimar-nos         | 18      | 12   |
| 12 | Països Baixos        | Re-union                | Without You                   | 6       | 146  |
| 13 | Albània              | Anjeza Shahini          | The Image Of You              | 4       | 167  |
| 14 | Estònia              | Neiokõsõ                | Tii                           | 11      | 57   |
| 15 | Bòsnia i Hercegovina | Deen                    | In the Disco                  | 7       | 133  |
| 16 | Mònaco               | Märyon                  | Notre planète                 | 20      | 10   |
| 17 | Letònia              | Fomins & Kleins         | Dziesma par laimi             | 17      | 23   |
| 18 | Suïssa               | Piero & The Musicstars  | Celebrate!                    | 22      | 0    |
| 19 | Croàcia              | Ivan Mikulić            | You Are The Only One          | 9       | 72   |
| 20 | Malta                | Julie & Ludwig          | On Again... Off Again         | 8       | 74   |
| 21 | Finlàndia            | Jari Sillanpää          | Takes 2 to Tango              | 14      | 51   |
| 22 | Sèrbia i Montenegro  | Željko Joksimović       | Lane Moje                     | 1       | 263  |

### Final (15 de maig de 2004)

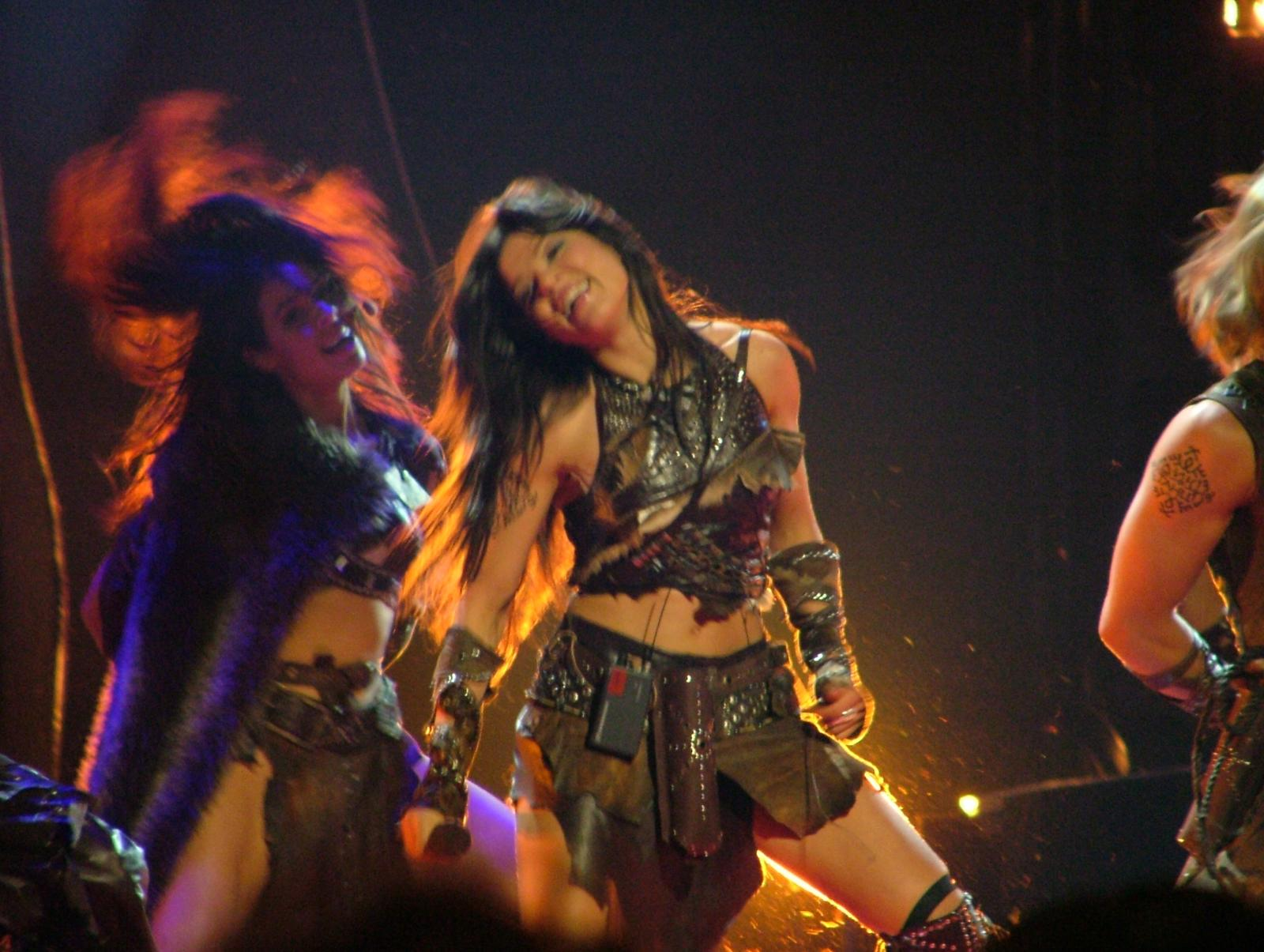
Ruslana amb el seu tema Wild dances va aconseguir la seva 1ª victoria amb 280 punts.
UKR

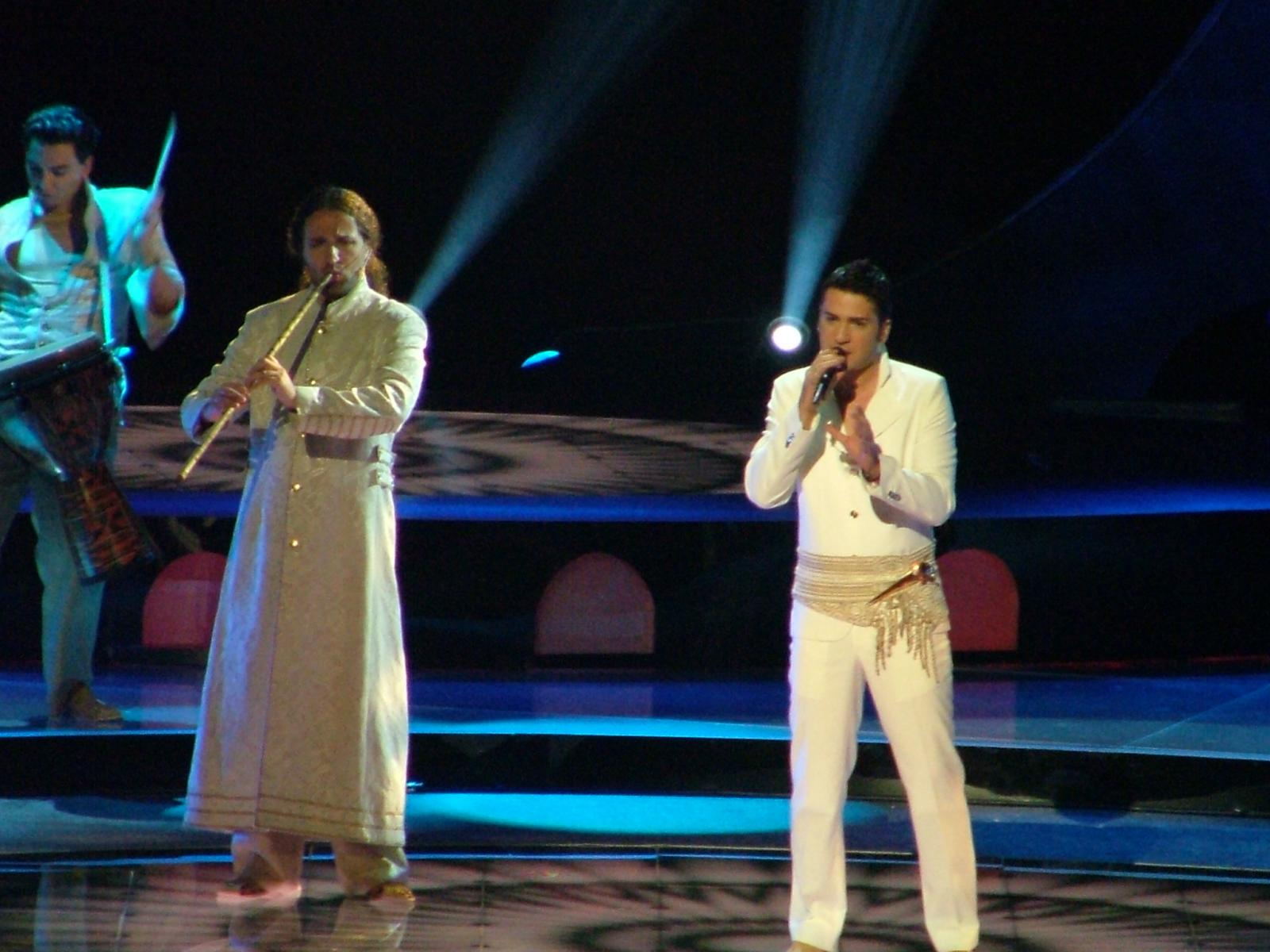
Željko Joksimović amb el seu tema Lane moje va quedar segon amb 263 punts.
SIM

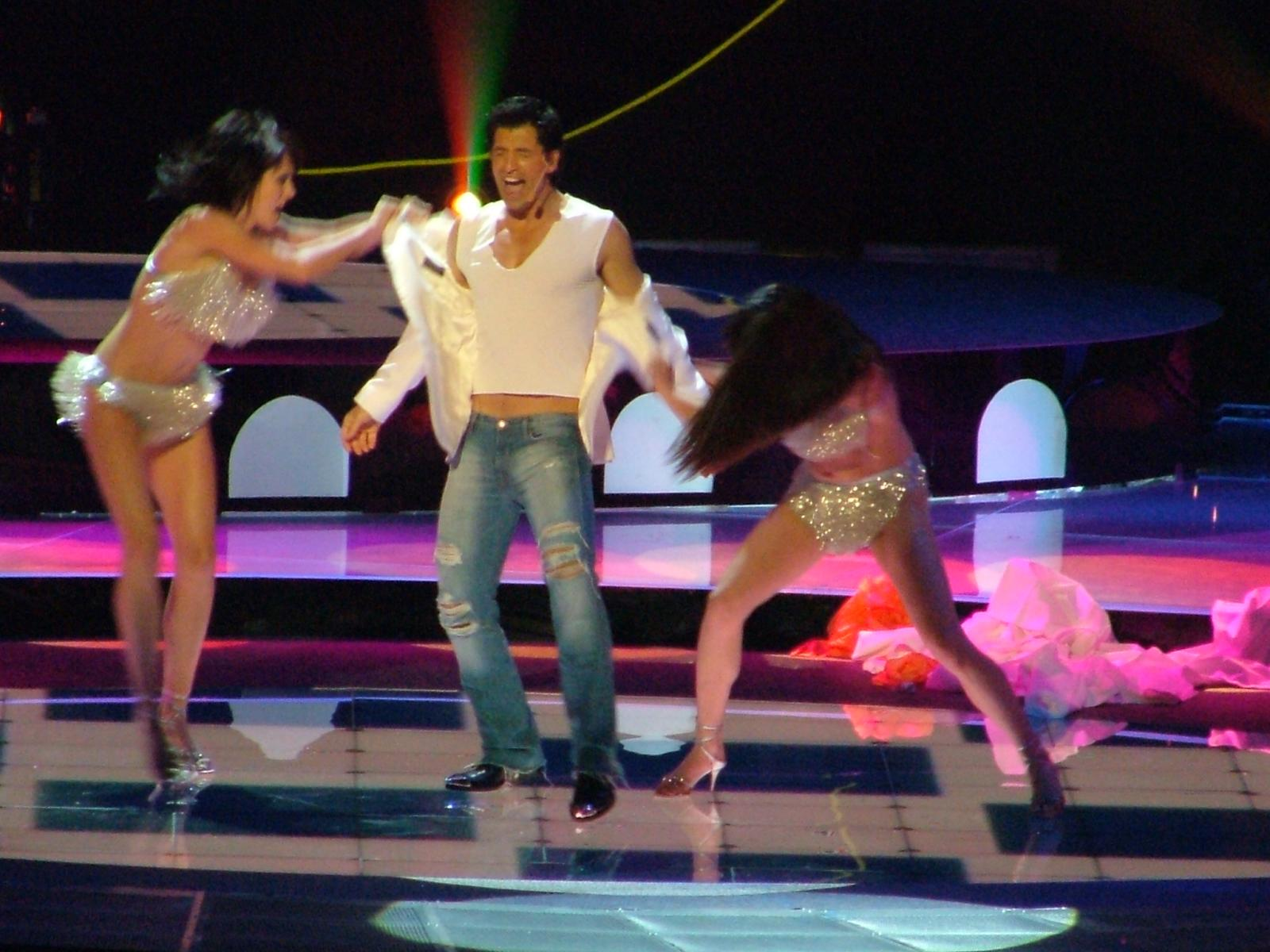
Sakis Ruvàs amb el seu tema Shake it va quedar tercer amb 252 punts.
GRE

| Nº | País                 | Intèrpret         | Cançó                         | Posició | Pts. |
| -- | -------------------- | ----------------- | ----------------------------- | ------- | ---- |
| 01 | Països Baixos        | Re-union          | "Without You"                 | 20      | 11   |
| 02 | Noruega              | Knut Anders Sorum | "High"                        | 24      | 3    |
| 03 | Irlanda              | Chris Doran       | "If my World Stopped Turning" | 23      | 7    |
| 04 | Espanya              | Ramón             | "Para llenarme de ti"         | 10      | 87   |
| 05 | Croàcia              | Ivan Mikulić      | "You Are the Only One"        | 13      | 50   |
| 06 | França               | Jonatan Cerrada   | À chaque pas                  | 15      | 40   |
| 07 | Xipre                | Lisa Andreas      | "Stronger Every Minute"       | 5       | 170  |
| 08 | Àustria              | Tie-break         | "Du bist"                     | 21      | 9    |
| 09 | Suècia               | Lena Philipsson   | "It Hurts"                    | 6       | 170  |
| 10 | Malta                | Julie & Ludwig    | "On Again... Off Again"       | 12      | 50   |
| 11 | Rússia               | Julia Savicheva   | Believe Me                    | 11      | 67   |
| 12 | Bòsnia i Hercegovina | Deen              | "In the Disco"                | 9       | 91   |
| 13 | Ucraïna              | Ruslana           | "Wild Dances"                 | 1       | 280  |
| 14 | Grècia               | Sakis Ruvàs       | "Shake it"                    | 3       | 252  |
| 15 | Islàndia             | Jónsi             | "Heaven"                      | 19      | 16   |
| 16 | Alemanya             | Max               | "Can't Wait until Tonight"    | 8       | 93   |
| 17 | Polònia              | Blue Cafe         | "Love Song"                   | 17      | 27   |
| 18 | Sèrbia i Montenegro  | Željko Joksimović | "Lane Moje"                   | 2       | 263  |
| 19 | Regne Unit           | James Fox         | "Hold on to our Love"         | 16      | 29   |
| 20 | Romania              | Sanda             | I Admit                       | 18      | 18   |
| 21 | Turquia              | Athena            | "For Real"                    | 4       | 195  |
| 22 | ARI de Macedònia     | Toše Proeski      | "Life"                        | 14      | 47   |
| 23 | Bèlgica              | Xandee            | "1 Life"                      | 22      | 7    |
| 24 | Albània              | Anjeza Shahini    | "The Image of You"            | 7       | 106  |

### Màximes puntuacions
Després de la votació, els països que van rebre 12 punts en la Final van ser:
| N. | A                   | De                                            |
| -- | ------------------- | --------------------------------------------- |
| 8  | Ucraïna             | RUS · TUR · EST · ISR · ISL · LTU · LAT · POL |
| 7  | Sèrbia i Montenegro | BIH · AUT · CRO · SUI · SWE · UKR · SVN       |
| 5  | Grècia              | CYP · ALB · MLT · ROU · GBR                   |
| 4  | Suècia              | IRL · FIN · NOR · DEN                         |
| 4  | Turquia             | BEL · DEU · NED · FRA                         |
| 2  | Espanya             | AND · POR                                     |
| 1  | Albània             | MKD                                           |
| 1  | Alemanya            | ESP                                           |
| 1  | Xipre               | GRE                                           |
| 1  | França              | Mònaco                                        |
| 1  | ARI de Macedònia    | Sèrbia i Montenegro                           |
| 1  | Rússia              | BLR                                           |